# World Touring Car Championship 2008
World Touring Car Championship 2008 var den fjärde säsongen av FIA:s standardvagnsmästerskap World Touring Car Championship. Säsongen kördes 2 mars-16 november 2008.

## Säsongsresumé

### Brasilien
Efter tre års väntan blev Yvan Muller världsmästare. Han slog an tonen redan i premiären i Curitiba, när han tog pole position och ledde hela racet i en dubbelseger för SEAT med Rickard Rydell på en andraplats. Augusto Farfus blev trea i racet, men diskvalificerades efteråt på grund av undervikt på bilen. I det andra racet vann Mullers teamkamrat Gabriele Tarquini en övertygande seger som tog honom upp i delad VM-ledning med Muller efter premiärhelgen. Andy Priaulx i sin BMW gjorde sin vana trogen ett stabilt jobb och blev fyra och tvåa, vilket var en typisk Priaulxhelg, en sådan som vinner mästerskap i WTCC. Chevrolet hade en mardrömshelg och tog inte en enda poäng, efter en mängd incidenter.

### Mexiko
På den höga höjden i Puebla passade SEAT:s dieslar väldigt bra, då deras kraft bibehölls bättre. Helgens bäste poängplockare blev just SEAT-föraren Rydell, som tog sig fram från en sjundeplats i starten till en andraplats, då kaos utbröt framför honom, med förare som trängde varandra. Han följde därefter stallkollegan Jordi Gené till målgången, och hade en chans att gå förbi när Gené gjorde ett misstag, men vågade inte chansa på en fajt med teamkollegan, när de hade chansen att bli etta och tvåa. I det andra racet kom Rydell återigen tvåa, den här gången med Tiago Monteiro som segrare. Noterbart från det racet var att de sex första förarna alla körde SEAT-bilar, även semiprivatföraren Tom Coronel i en bensinbil tog sin i topp-6.

### Spanien
Valencia var skådeplatsen för WTCC:s tredje omgång för 2008. Yvan Muller tog hand om pole position i lördagens regnstorm, men föll på grund av sin succéballast tillbaka till en fjärdeplats under det torra första racet. Istället var det Rob Huff som slog till och vann det femte heatet för säsongen, efter att ha missat poäng i alla race innan. Det satte igång hans mästerskapsjakt, vilken han fortsatte med senare på eftermiddagen då han var tvåa i en Chevrolet-dubbel med Alain Menu som vinnare. Efter en dålig start på säsongen för Chevrolet var det en lättnad för teamet med de tvåa segrarna. Med mycket succéballast och nya regler för att kompensera för dieselövertaget så hade SEAT-förarna en tung helg, där Gabriele Tarquinis andraplats i heat 1 var den enda framgången. Taqruini gick också upp i VM-ledning, medan Rydell föll tillbaka till tredje plats totalt efter bara två poäng totalt. Honda och James Thompson gjorde sin säsongsdebut, men tog inga poäng.

### Frankrike
Efter Chevrolets uppryckning i Valencia, så var det nu BMW:s tur att ha en dominant helg. Det var inte utan komplicerade händelser under racen, men BMW-förare ledde hela tiden, och såg aldrig ut att rubbas heller på den smala gatubanan i Pau, där omkörningar är extremt svåra. Augusto Farfus tog pole och ledde det första racet från start till mål, efter en rödflagg för trafikstockning i Lycée-kurvan. Farfus segermarginal var till slut 17 sekunder före Yvan Muller, vilket tydde på att fransmannen tog det lugnt för att försöka bevisa att SEAT-bilarna var underlägsna. Det hela genomskådades dock av kontrollbyrån, som inte tog till några åtgärder mot BMW:s bil. I det andra heatet var det svåra problem med en översvämmad bana. Efter en lång extrastund på gridden fick förarna chansen att ge sig iväg bakom säkerhetsbilen. Andy Priaulx ledde från sin pole position (han slutade åtta i det första racet), och vann också loppet, torts tung press bakifrån av Nicola Larini och Rickard Rydell. Det var Priaulx första seger i hans jakt på en fjärde raka titel.

### Tjeckien
I Brno var det Alex Zanardi som var den överlägset snabbaste föraren. Han tog sin första pole i WTCC, något som han sade var hans största bedrift i karriären (något han förklarade med att han hade drömt om att vara allra snabbast under ett rent varv ända sedan hans krasch som berövade honom benen). Zanardi dominerade sedan det första racet, där han visserligen blev omkörd av BMW Team Italy-Spainteamkollegan Félix Porteiro i början, innan han tog sig om, och körde hem en överlägsen seger,vilket faktiskt var hans första poäng för säsongen. Portiero kom tvåa, vilket fullbordade ett perfekt första race för det inte alltid framgångsrika teamet. I det andra racet tog Gabriele Tarquini säsongens andra seger för egen räkning. Han hade en stabil ledning länge, men mot slutet var hans framdäck totalt utslitna och Zanardi närmade sig bakifrån med en sekund per varv, och kom nästan förbi i den sista kurvan, men han fick hålla tillgodo med en andraplats. Trean Rob Huff diskvalificerades, sedan hans bil haft felaktig storlek på backspegeln. Tarquini utökade med segern sin VM-ledning till 15 poäng, och han såg vid det tillfället mycket svårstoppad ut i kampen om titeln.

### Portugal
På Estoril kördes Portugals omgång av WTCC detta år. Under tidskvalet var Nicola Larini snabbast, och tog sin karriärs första pole position i WTCC. Han var också favorit att vinna racet, men Rickard Rydell, som hade haft en tung period innan racet, drog nytta av SEAT-bilens överlägsenhet över Larinis Chevrolet i den rullande starten, vilket gav Rydell ledningen i racet och säsongens följande seger. Larini följde honom hela racet, och försökte pressa svensken till ett misstag, men han fick nöja sig med en andraplats. Trean Yvan Muller skulle sedan bli tvåa i race 2, vilket genom Taqruinis två nollpoängare gjorde att Muller nu bara hade en poäng upp till italienaren i toppen av VM-tabellen. Tiago Monteiro vann det andra heatet till hemmapublikens stora jubel. Trots hans två segrar under säsongen så låg Monteiro på en elfte plats totalt, på grund av en enorm ojämnhet.

### Storbritannien
Jörg Müller hade haft en dålig inledning på säsongen och behövde verkligen en framgång på Brands Hatch. Efter att Farfus slarvat bort segern med en avåkning i det första racet, och sedan den påföljande ledaren Rob Huff fått en punktering inför en besviken hemmapublik kunde Müller ta en viktig seger. Segern tog upp Müller till en femte plats i tabellen, efter att ha legat nia totalt inför dagen. Yvan Muller fortsatte med sin jämna form och tog över VM-ledningen efter en felfri andraplats, trots stor straffvikt. I det andra racet vann Alain Menu sin andra seger för säsongen efter att ha kontrollerat racet från pole position. Det mest anmärkningsvärda var Farfus körning från sista plats på gridden till en sjätteplats i mål. Helgen var återigen ett bevis på att Farfus hade farten, men han gjorde för många misstag, och hade därför försvunnit som VM-kandidat för 2008. Muller blev poänglös i det andra racet, och genom Tarquinis femteplats skiljde det återigen bara en poäng mellan dem, men den här gången var det Muller som lämnade banan som serieledare.

### Tyskland
Loppen på Oschersleben dominerades av BMW, som tog hem två segrar. Det första racet vanns föga oväntat av helgens dominant i ren fart; Augusto Farfus, som körde ifrån fältet redan från början och aldrig släppte kommandot. En rad märkliga taktiska manövrar i det andra heatet gjorde dock att brasiliarens poängövertag for all världens väg, och därmed även chansen att slå sig fram i mästerskapet. Teoretiskt så kunde Farfus fortfarande vinna mästerskapet, men i praktiken var 23 poäng alldeles för mycket i och med straffvikten som kom när man väl nådde framgångar. I det tysta seglade istället Rob Huff upp som omgångens vinnare med sina 14 poäng för ganska anonyma andra och tredjeplatserna. I det andra heatet raderades många kandidater ut i en startkrasch, vilket definitivt försatte Rickard Rydells VM-hopp, då han var en av de tre poängplockare från det första heatet som helt eliminerades.

### San Marino
Omgången på Imola dominerades återigen av SEAT-förarna, som drog nytta av slipstreaming under kvalet. Rickard Rydell tog pole och släppte sedan förbi stallkamraten Yvan Muller i samband med starten, och sedan körde de hem en dubbelseger. James Thompson och Honda tog sin första pallplats i det första racet, vilket sedan följdes av en seger i det andra racet. Det var Hondas första seger i klassen, och även det första för ett japanskt bilmärke. Muller blev femma i det andra racet, och drygade ut sin innan helgen knappa ledning mot Gabriele Tarquini till 12 poäng, och han såg alltmer ut som världsmästare. Rob Huffs framgångar fortsatte med sina elva poäng, som gjorde att han blandade sig i kampen om tredjeplatsen totalt, även om Rydell fick med sig lika många poäng med sin andra och sjätteplats.

### Italien
Serien fortsatte i Italien, nu på Monza. Inte helt oväntat dominerade SEAT på högfartsbanan, och tog pole position och vann det första heatet genom Yvan Muller, som blev säsongens ende förare att vinna tre förstaheat. En andraplats i det första heatet och en seger i det andra räddade dock kvar Gabriel Tarquini i kampen om mästerskapet, men han tjänade bara tre poäng på Muller, som tog en fjärdeplats i det andra heatet. Rickard Rydell blev trea i det första heatet, men blev nedflyttade för att ha genat i en nödaktion under det första varvet. Det kontroversiella domslutet berövade Rydell all chans att ta titeln. Andfy Priaulx blev trea i det första racet, men bröt det andra, vilket berövade även hans chanser till sin fjärde raka titel.

### Japan
Loppen på Okayama kördes båda i upptorkade förhållanden. När det första racet började var banan genomblöt, och regndäck var det enda valet. Förarna som satsade på däck med något mindre skåror hade dock en fördel mot slutet av loppet, och det gav Rickard Rydell hans andra seger för säsongen, efter att ha kört förbi en chanslös Jörg Müller med tre varv kvar. I slutändan blev Müller nästan omkörd av Andy Priaulx, men han hade en sekund till godo vid målgång på britten. I och med Rydells seger säkrade SEAT konstruktörstiteln för första gången. Det andra racet vanns av Tom Coronel efter en lyckad chansning med däcksvalet. Coronel resonerade att däcken skulle slitas mer fram, och därför skulle regndäcken aldrig hålla, så han beordrade slicks fram, och intermediatedäck bak. Mot slutet av loppet var han hårt pressad av Augusto Farfus, men han lyckades hålla undan och ta årets antagligen mest populära seger för teamet, som egentligen är ett privatteam. Privatcupens mästare Sergio Hernández överraskade och var tredje man i mål. Yvan Muller drygade ut sin VM-ledning till 14 poäng, då han blev sexa och sjua i de två racen, medan Gabriele Tarquini inte tog några poäng.

### Macau
Inför finalen i Macau ville Yvan Muller vara så säker som möjligt på att vinna titeln. Det gick så långt att han till och med beordrade att få flyga på samma plan som Gabriele Tarquini, något han förklarade med att om planet skulle krascha skulle han bli krönt som mästare postumt! Väl på banan var det inget som helst tvivel om Mullers mästarvärdighet, då han tog två pallplatser och till slut nådde upp till 114 poäng, medan Tarquini bara tog två poäng under helgen, och förlorade nästan silvret i VM till Rob Huff, som blev trea och etta och nådde 87 poäng, mot Tarquinis 88. Andy Priaulx säkrade fjärdeplatsen i VM med en andra och en tredjeplats, vilket tog honom förbi Rickard Rydell, efter att svensken tvingats bryta det första racet. Det andra heatet kom mest at kommas ihåg för den spektakulära kraschen på slutet, då Augusto Farfus försökte köra om James Thompson och ta segern, vilket slutad med att de kolliderade och bröt, och att andra förare körde in i skroten efteråt, vilket gav Huff segern. Det första racet vann Alain Menu, vilket var ett plåster på såren efter ett mediokert år totalt sett. 

## Fabriksförare
| Team           | Förare         | Förare             | Förare         | Förare       | Förare         | Förare      |
| -------------- | -------------- | ------------------ | -------------- | ------------ | -------------- | ----------- |
| BMW            | Andy Priaulx   | Augusto Farfus Jr. | Jörg Müller    | Alex Zanardi | Félix Porteiro |             |
| SEAT Sport     | Yvan Muller    | Gabriele Tarquini  | Rickard Rydell | Jordi Gené   | Tiago Monteiro | Tom Coronel |
| Chevrolet WTCC | Alain Menu     | Nicola Larini      | Robert Huff    |              |                |             |
| Honda          | James Thompson |                    |                |              |                |             |

## Tävlingskalender
| Datum        | Bana         | Namn                       | Rapport | Vinnare 1          | Konstruktör          | Vinnare 2         | Konstruktör          |
| ------------ | ------------ | -------------------------- | ------- | ------------------ | -------------------- | ----------------- | -------------------- |
| 2 mars       | Curitiba     | Race of Brazil             | *       | Yvan Muller        | SEAT Sport           | Gabriele Tarquini | SEAT Sport           |
| 6 april      | Puebla       | Race of Mexico             | *       | Jordi Gené         | SEAT Sport           | Tiago Monteiro    | SEAT Sport           |
| 18 maj       | Valencia     | Race of Spain              | *       | Robert Huff        | Chevrolet WTCC       | Alain Menu        | Chevrolet WTCC       |
| 1 juni       | Pau          | Race of France             | *       | Augusto Farfus     | BMW Team Germany     | Andy Priaulx      | BMW Team UK          |
| 15 juni      | Brno         | Race of the Czech Republic | *       | Alessandro Zanardi | BMW Team Italy-Spain | Gabriele Tarquini | SEAT Sport           |
| 13 juli      | Estoril      | Race of Portugal           | *       | Rickard Rydell     | SEAT Sport           | Tiago Monteiro    | SEAT Sport           |
| 27 juli      | Brands Hatch | Race of UK                 | *       | Jörg Müller        | BMW Team Germany     | Alain Menu        | Chevrolet WTCC       |
| 31 augusti   | Oschersleben | Race of Germany            | *       | Augusto Farfus     | BMW Team Germany     | Félix Porteiro    | BMW Team Italy-Spain |
| 21 september | Imola        | Race of San Marino         | *       | Yvan Muller        | SEAT Sport           | James Thompson    | Honda                |
| 5 oktober    | Monza        | Race of Italy              | *       | Yvan Muller        | SEAT Sport           | Gabriele Tarquini | SEAT Sport           |
| 26 oktober   | Okayama      | Race of Japan              | *       | Rickard Rydell     | SEAT Sport           | Tom Coronel       | SEAT Sport           |
| 16 november  | Macau        | Guia Race of Macau         | *       | Alain Menu         | Chevrolet WTCC       | Robert Huff       | Chevrolet WTCC       |

### Slutställning
| Plats | Förare                | Konstruktör              | Poäng |
| ----- | --------------------- | ------------------------ | ----- |
| 1     | Yvan Muller           | SEAT Sport               | 114   |
| 2     | Gabriele Tarquini     | SEAT Sport               | 88    |
| 3     | Robert Huff           | Chevrolet WTCC           | 87    |
| 4     | Andy Priaulx          | BMW Team UK              | 81    |
| 5     | Rickard Rydell        | SEAT Sport               | 77    |
| 6     | Augusto Farfus Jr.    | BMW Team Germany         | 63    |
| 7     | Jörg Müller           | BMW Team Germany         | 60    |
| 8     | Jordi Gené            | SEAT Sport               | 56    |
| 9     | Alain Menu            | Chevrolet WTCC           | 54    |
| 10    | Félix Porteiro        | BMW Team Italy-Spain     | 51    |
| 11    | Nicola Larini         | Chevrolet WTCC           | 48    |
| 12    | Tiago Monteiro        | SEAT Sport               | 43    |
| 13    | Alex Zanardi          | BMW Team Italy-Spain     | 36    |
| 14    | Tom Coronel           | SEAT Sport               | 35    |
| 15    | James Thompson        | Honda                    | 25    |
| 16    | Sergio Hernández (IT) | Proteam Motorsport       | 9     |
| 17    | Franz Engstler (IT)   | Liqui Moly Team Engstler | 3     |
| 18    | Stefano D'Aste (IT)   | Proteam Motorsport       | 2     |
| -     | Manabu Orido          | Chevrolet WTCC           | 2     |
| 20    | Oliver Tielemans (IT) | Wiechers-Sport           | 1     |
| -     | Matthew Marsh (IT)    | Wiechers-Sport           | 1     |

- IT=Independents' Trophy d.v.s Privatförare

## Yokohama Independents' Trophy

### Slutställning
| Plats | Förare                   | Team                                     | Poäng |
| ----- | ------------------------ | ---------------------------------------- | ----- |
| 1     | Sergio Hernández         | Proteam Motorsport                       | 186   |
| 2     | Franz Engstler           | Liqui Moly Team Engstler                 | 149   |
| 3     | Stefano D'Aste           | Proteam Motorsport                       | 137   |
| 4     | Pierre-Yves Corthals     | Exagon Engineering                       | 112   |
| 5     | Andrei Romanov           | Liqui Moly Team Engstler                 | 83    |
| 6     | Ibrahim Okyay            | Borusan Otomotiv Motorsport              | 51    |
| 7     | Oliver Tielemans         | Wiechers-Sport                           | 43    |
| 8     | Jaap van Lagen           | Russian Bears Motorsport                 | 38    |
| 9     | Matthew Marsh            | Wiechers-Sport                           | 36    |
| 10    | Kristian Poulsen         | Poulsen Motorsport/Wiecher-Sport         | 32    |
| 11    | George Tanev             | Petrol GT Racing Team/Proteam Motorsport | 20    |
| 12    | Takayuki Aoki            | Wiechers-Sport                           | 18    |
| 13    | Alexander Lvov           | Golden Motors                            | 15    |
| 14    | Laurent Cazenave         | Wiecher-Sport                            | 10    |
| 15    | Marin Čolak              | SUNRED                                   | 9     |
| 16    | Andrey Smetsky           | Golden Motors                            | 8     |
| 17    | Oscar Nogués             | SUNRED                                   | 6     |
| -     | Tom Boardman             | SUNRED                                   | 6     |
| 19    | Norbert Michelisz        | SUNRED                                   | 4     |
| 20    | Kirill Ladygin           | Russian Bears Motorsport                 | 4     |
| 21    | Viktor Sjapovalov        | Russian Bears Motorsport                 | 4     |
| 22    | Michal Matêjosvký        | SUNRED                                   | 3     |
| 23    | Lourenço Beirão da Veiga | SUNRED                                   | 3     |
| 24    | Duarte Félix Da Costa    | SUNRED                                   | 2     |
| -     | Melvin Choo              | Thunder Asia Racing                      | 2     |
| 26    | Masaki Kano              | Liqui Moly Team Engstler                 | 1     |